# Isabelle Pieman
Isabelle Pieman (Brussel, 28 september 1983) is een Belgisch kunstschaatsster.

## Levensloop
Nationaal werd ze driemaal kampioene bij de senioren (2007, 2010 en 2012), en stond daarnaast nog viermaal op het erepodium. Ze nam tot nu toe vijf keer deel aan de Europese kampioenschappen waarbij ze op het EK van 2012 met de 19e plaats de hoogste klassering bereikte. Aan de Wereldkampioenschappen nam ze driemaal deel, bij haar derde deelname in 2012 behaalde ze haar hoogste eindklassering met de 26e plaats.
In september 2009 kwalificeerde Pieman zich tijdens de Nebelhorn Trophy voor de Olympische Winterspelen in Vancouver, ondanks haar nieuw persoonlijk record van 46.10 punten op de korte kür kon ze zich net niet scharen onder de beste 24 die aan de vrije kür mochten deelnemen, ze eindigde als 25e.
In 2007 en 2009 wist ze de "Kempen Trophy" op haar naam te schrijven.

## Persoonlijke records
|                         | punten | datum      | toernooi |
| ----------------------- | ------ | ---------- | -------- |
| Hoogste totaalscore     | 122.13 | 28-01-2012 | EK       |
| Hoogste score korte kür | 046.10 | 23-02-2010 | OS       |
| Hoogste score vrije kür | 077.14 | 28-01-2012 | EK       |

## Belangrijke resultaten
| Kampioenschap          | 01/02 | 02/03 | 03/04 | 04/05 | 05/06 | 06/07 | 07/08  | 08/09  | 09/10 | 10/11 | 11/12 | 12/13  |
| ---------------------- | ----- | ----- | ----- | ----- | ----- | ----- | ------ | ------ | ----- | ----- | ----- | ------ |
| Olympische Spelen      |       |       |       |       |       |       |        |        | 25e   |       |       |        |
| Wereldkampioenschap    |       |       |       |       |       | 34e   |        | 40e    |       |       | 26e   |        |
| Europees Kampioenschap |       |       |       | 36e   |       | 32e   |        | 24e    | 33e   |       | 19e   |        |
| Belgisch kampioenschap | 5e    | 6e    | Brons | Brons |       | Goud  | Zilver | Zilver | Goud  |       | Goud  | Zilver |